# مردم شول
شول گروهی از فارس‌ها هستند که امروزه از غرب منطقهٔ فارس تا اصفهان سکونت دارند. این مردمان به گویش شولی از گویش‌های زبان فارسی سخن می‌گویند.
در تاریخ گزیده آمده نیمی از زمین لرستان در تصرف شولان بود همچنین در منتخب التواریخ معینی آمده زمان نصیرالدین محمدبن هلال به واسطهٔ بی وجودی او نصف زمین لرستان را شولان متصرف شده بودند.
اینان دست کم از میانه دورهٔ ساسانی در لرستان و غرب ایرانشهر سکونت داشتند (کوچ اجباری به‌دست خسرو انوشیروان همراه با قوم بارز)
حدود ۳۰۰ق تا قرون ۶ و ۷ق، حاکم نیمی از لرستان شدند. بنابه نوشتهٔ مستوفی و شبانکاره‌ای، امیران شول، عنوان نجم‌الدین یا نجم‌الدین‌اکبر داشتند که شولان توسط نوادگان او تصرف شده بودند. پیشوای بزرگ شول‌های لرستان سیف‌الدین ماکان روزبهانی بود (قرن ۳ق) و نوادگان او نیز تا قرن ۸ق همچنان بر طوایف شول حکومت داشتند.در کنار دو قسمت لر کوچک و لر بزرگ، منطقه لرنشین سوم را شولستان گفته اندطایفه شول در حوادث جنوب ایران در قرون مختلف اسلامی حضور داشته اندسال ۶۲۸ ق سپاه شول به سرداری صلاح الدین محمود لر جزیره کیش را فتح نمود.

## تاریخچه
بنابه نوشتهٔ مستوفی و شبانکاره‌ای، امیران شول، عنوان نجم‌الدین یا نجم‌الدین‌اکبر داشتند. پیشوای بزرگ شول‌های لرستان سیف‌الدین ماکان روزبهانی بود (قرن ۳ق) و نوادگان او نیز تا قرن ۸ق همچنان بر طوایف شول حکومت داشتند. ظاهراً شول‌ها تا قرون ۷ و ۸ق در همهٔ سرزمین‌های کردنشین پراکنده شده بودند. ناحیهٔ معروف ایذه در گرمسیر بختیاری، در اواخر قرن ۸ق، در تملک امیر شول بود. شول‌ها از قرن ۸ق در شولستان فارس، مشتمل بر ممسنی و بخشی از کهگیلویه، سکونت داشتند. امیر غیاث‌الدین منصور شول، حاکم مقتدر شولستان در میانهٔ قرن ۸ق و داماد شاه شیخ ابواسحاق انجوی (ـ۷۵۵ق)، پس از فرار او از مقابل مبارزالدین محمد مظفری، در ۷۵۵ق برای مدتی کوتاه شیراز را اشغال کرد و پس از جنگی سخت مغلوب قوای شاه‌شجاع شد و به شولستان بازگشت. او در ۷۶۵ق به خدمت شاه‌یحیی برادر شاه‌شجاع درآمد و پس از آن به سلطان زین‌العابدین پسر شاه‌شجاع پیوست. شولستان و ممسنی در اوایل عهد صفویه ظاهراً دو ناحیهٔ مجاور یا دو ناحیهٔ متداخل بوده است. پس از استقرار القاص‌میرزا، برادر شورشی شاه‌طهماسب صفوی در قلعهٔ سفید (۹۹۵ق)، رهبران شولستان و ممسنی به جنگ او رفتند، اما مغلوب شدند. عناوین شول و شولستان تا انقراض صفویه باقی بود، اما به‌تدریج از میان رفت و نام ممسنی جای آن را گرفت. با این همه، بقایای طایفهٔ شول هنوز در فارس حضور دارند و طایفهٔ کرد شولی، از گروه‌های تشکیل‌دهندهٔ ایل خمسهٔ فارس، از آن جمله است. جمعیت چادرنشینان این طایفه بالغ بر ۴۹۷ خانوار است و از تیره‌های ارباب ولد (ارباب‌دار)، باباملکی، جمشیدی، خلجی، گوش‌پا، لُری، لشنی و مرادشفیع تشکیل شده است.

## پراکندگی نام
اکنون در منطقهٔ جنوب کشور آثار پراکنده‌ای از آنان به‌جای مانده است مانند:
۱. شول گپ ۲. شول بزی ۳. تم شول بختگان ۴. شول داراب ۵. شول سیرجان ۶. شول بافت ۷. شولان از توابع اقلید در شمال استان فارس ۸. شول وسنگر سپیدان ۹. شول شیراز ۱۰. شول مرودشت ۱۱. شول گله دار ۱۲. شول قیر و کارزین ۱۴. شول جبال بارز عنبرآباد دو قریه بنام شول در بوشهر یکی نزدیک دالکی و دیگری نزدیک گناوه است. شاید قریهٔ شولی مرودشت که در خارج شهر بوده است آخرین دژ قبیلهٔ شول بوده و از سبک معماری خانه‌ها پیداست که در حفظ و نگاهداری سنت‌های ایرانی و خصوصیات آن می‌کوشیدند. استان کرمان شهرستان عنبرآباد، بخش جبالبارز جنوبی تقریباً ۵۰۰۰ نفر از طایفه شول دارد.

## تبارشناسی
دکتر باستانی در کتاب حضورستان می‌نویسد: شول از طوایف افشار به‌شمار می‌آید و اینها همان طایفه شولاند که در قدیم چول و در عربی صول خوانده شدهاند و در حوالی گرگان و دهستان بوده‌اند.طبری جنگ انوشیروان ساسانی با قوم بیگانه شول را در یک پاراگراف یاد می‌کند که در کتاب کوچه هفت پیج صفحه ۱۵۹ آمده است. حسام الدین شوهلی یا شولی از ترکان افشری یا افشاری تابع سلجوقیان بود.شاپور شهبازی می‌نویسد: چول یا شول یا، صول قبیله ای از هیاطله یا هپتالیان بودند که در شمال گرگان و در سرزمین دهستان سکونت داشتند.بارتولد می‌نویسد جول یا چول یا شول مأخوذ از ترکی و به معنای استپ است و شهر چول در نزدیک پیشبک در ترکستان بوده است.در حبیب السیر جلد، سه صفحه ۴۰۲ چول نام منطقه ای در ختلان ترکستان. است ابوریحان بیرونی در قرن چهار از چول به عنوان طایفهای هندی در جنوب هند نام می‌برد آرتور لولین بشم، از سرزمین چول و سلسله چول در ساحل کوروماندل هند نام برده است.دکتر سعید نفیسی می‌نویسد حکمران دهستان در سرزمین گرگان چول که به تازی صول گفته‌اند در ریاض السیاحه صفحه شش آمده دهستان اسم قدیم توران است در واقع به ترکمن صحرا در قدیم دهستان .. گفتند.

## هنر کاردگری شول
"در کازرون کاردی می‌سازند که آن را کارد شولی می‌خوانند. شولان در میان می‌کنند و در جنگ با یکدیگر به ضرب و حرب مشغول می‌گردند. پس شولی به دکان کاردگری رفت و کاردی از این جنس فرمود تا برای او ترتیب کند. بعد از چند روز سکّاک کارد بساخت و شول بیامد که بهای کارد بدهد.
چون کارد را به دست گرفت گفت: تیغ او کوتاه ساخته‌ای!
استاد سکاک گفت: در حالت جنگ چون به کار بری، گامی پیش نه!
شول به زبان شولی گفت: ای خانه خراب! در آن محل، گامی صد فرسنگ است."
این حکایت یاد شده از کتاب ارزشمند انیس الناس می‌باشد این حکایت نشان از وجود هنر کاردسازی در کازرون قرن هشتم مهشیدی دارد که پیشتر اطلاعی از آن موجود نیست. ضمناً یادآور می‌شوم که نام پیشین «نورآباد ممسنی» شولستان بوده و وجه تسمیه آن سکونت قوم شول در این منطقه بوده است.